# Barbe de Nettine

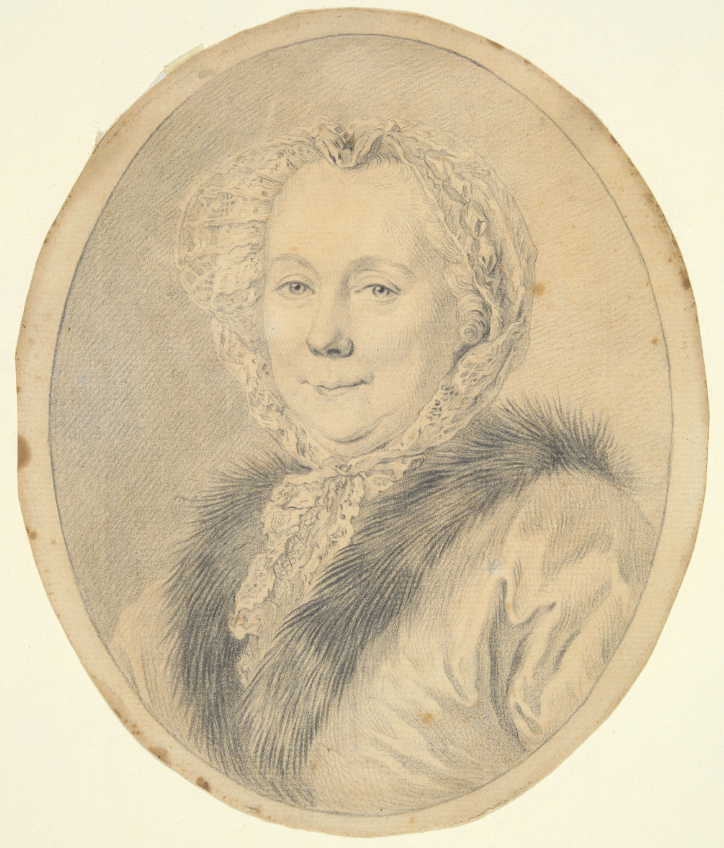
Potloodtekening van Barbe de Nettine (1763)

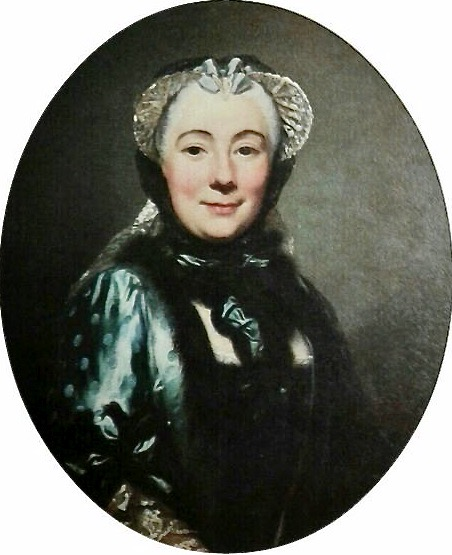
Portretschilderij door Alexander Roslin (1761)

Barbe Louise Josèphe (de) Nettine, geboortenaam Stoupy (Arras, 20 november 1706 - 1775), leidde een bank in de Oostenrijkse Nederlanden en had grote invloed op het landsbestuur.

## Leven
Barbe Stoupy was de dochter van een advocaat en ging inwonen bij haar tante Louise Stoupy, wier echtgenoot Matthias Nettine in 1733 een bank oprichtte. Na de dood van de tante in 1735 traden Matthias en Barbe hetzelfde jaar in het huwelijk. Ze vestigden zich in de Brusselse Gasthuisstraat, waar hun Banque Nettine een grote vlucht nam. Hij was een intellectueel die zich graag verliet op het zakelijk talent van zijn vrouw. Toen de Banque Nettine in 1744 het felbegeerde statuut van staatsbank kreeg, in opvolging van de Antwerpse bank Proli, trad Barbe openlijk naar buiten als directielid. Naar de wet kon ze echter niet zelfstandig beslissen wegens de maritale voogdij. Toen Matthias Nettine in 1749 stierf, werd ze als weduwe volledig handelingsbekwaam en behield ze zonder discussie het vertrouwen van de overheid. Ze zette de bank zelfstandig verder en zou nooit hertrouwen.
Na de efemere Franse bezetting en de effectieve installatie van landvoogd Karel van Lorreinen begonnen haar zaken pas echt goed te lopen. Ze genoot het volle vertrouwen van graaf Cobenzl, die in 1753 voor lange tijd regeringsleider werd in de Belgische provincies. Elke ochtend zocht hij haar op voor een onderhoud bij thee en eens per week dineerden ze. Ook met Patrice-François de Neny stond ze op goede voet.
De Banque Nettine bekleedde een dominante positie in het leveren van edelmetaal voor de muntslag en in het plaatsen van staatsleningen. Weldra werd ze het vaste aanspreekpunt voor alle financiële transacties van de centrale overheid in Brussel. Ook beheerde ze de loterij en de private financiën van de landvoogd en Cobenzl. Voorts participeerde ze in industriële ondernemingen, zoals de papiernijverheid.
Een uitgekiende huwelijkspolitiek versterkte het financiële netwerk van de bank. Barbes oudste dochter Dieudonnée-Louise huwde in 1755 Adrien-Ange de Walckiers de Tronchiennes. De volgende drie dochters trouwden met Franse topbankiers: Rosalie-Claire met Jean-Joseph de Laborde (1760), Anne-Rose met Joseph Micault d'Harvelay (1761) en Marie-Louise met markies de Lalive de July (1762). De aldus gesmede bloedbanden moesten de geopolitieke toenadering tussen Frankrijk en Oostenrijk financieel bezegelen. De hand van Cobenzl en Choiseul was duidelijk herkenbaar. Als aanloop had Barbe de Nettine in 1758 bekomen dat haar overleden man retroactief in de adelstand werd verheven. Vanaf 1762 mocht ze zich burggravin noemen, maar door de dood van haar twintigjarige zoon André in 1768 zou de titel uitsterven. Niettemin bleef ze nadien handelen onder de naam Veuve Nettine et fils.
Tijdens de Zevenjarige Oorlog (1756-1763) werkte Barbe de Nettine mee aan de buitengewone subsidies die de Belgische provincies moesten opbrengen en via haar netwerk was ze ook betrokken bij de Franse leningen waarmee Oostenrijk de oorlog voerde. Vooral was ze instrumenteel in de clandestiene operaties die, onzichtbaar voor het kritische oog van de statenvergaderingen, Belgisch belasting- en loterijgeld versluisden. Hiertoe beheerde ze de gastos secretos, geheime fondsen waaruit aanvankelijk in alle discretie pensioenen werden betaald. Ook na de oorlog bleef dit kanaal in gebruik voor het delgen van de schulden aan de Fransen, want de 'gratis vredesgift' die door de Belgische provincies was toegestaan, achtte Wenen onvoldoende. Slechts enkele hooggeplaatsten wisten van deze door Nettine uitgevoerde operaties.
In het streven naar financiële centralisatie en rationalisering wilde kanselier Kaunitz een centrale bank oprichten die papiergeld zou uitgeven in Brussel. Cobenzl reageerde positief en dacht dat Nettine enthousiast zou zijn, maar dat was ze niet. Haar afkeuring was voldoende om het project te torpederen. De kanselier van de absolutistische monarchie kon haar weerstand niet breken, mede uit vrees dat hij de relaties met Laborde en de Fransen in het algemeen zou beschadigen. Pas in 1850 zou België een Nationale Bank krijgen.
In 1771 nam Barbe haar dochter Dieudonnée op in het bankbestuur. Ze werd in 1775 ook aanvaard als opvolgster, maar de gastos secretos werden weggehaald bij de bank. Aan dat privilege was een einde gekomen met de dood van Barbe de Nettine.